# Орден «Честь Нации» (Албания)
Орден «Честь Нации» (алб. Dekorata "Nderi i Kombit") — высшая награда Албании, учреждённый специальным законом № 8113 от 28 марта 1996 года, с поздними поправками под номером 112/2013.
Награда вручается албанским или иностранным гражданам, которые своими действиями и репутацией способствовали прославлению албанской нации внутри страны и за её пределами. Награда может быть вручена самим президентом, а также спикером парламента, премьер-министром, а также от прочих учреждений, предусмотренных в регламенте о медалях.